# Transnistriens president
Transnistriens president (ryska: Президе́нт Приднестро́вской Молда́вской Респу́блики, Prezident Pridnestrovskoj Moldavskoj Respubliki; rumänska: Prezidentul Republici Moldovenești Nistrene; ukrainska: Президе́нт Придністро́вської Молда́вської Респу́бліки, Prezydent Prydnistrovsʹkoji Moldavsʹkoji Respubliky, formellt Dnestriska moldaviska republikens president) är Transnistriens statschef sedan den 3 december 1991.

## Icke-president statsöverhuvuden
| Nr | Porträtt | Statsöverhuvud(en)                          | Position                           | Tillträdde       | Avgick           | Politiskt parti |
| -- | -------- | ------------------------------------------- | ---------------------------------- | ---------------- | ---------------- | --------------- |
| 1  |          | Igor Smirnov Игорь Смирнов (f. 1941)        | Presidieordförande i högsta sovjet | 2 september 1990 | 29 november 1990 | Obunden         |
| 2  |          | Igor Smirnov Игорь Смирнов (f. 1941)        | Ordförande                         | 29 november 1990 | 29 augusti 1991  | Obunden         |
| —  |          | Andrej Manojlov Андрей Манойлов (1945–1995) | Tillförordnade ordförande          | 29 augusti 1991  | 1 oktober 1991   | Obunden         |
| 3  |          | Igor Smirnov Игорь Смирнов (f. 1941)        | Ordförande                         | 1 oktober 1991   | 3 december 1991  | Obunden         |

## Lista över Transnistriens presidenter
| Nr | Porträtt | President(er)                                      | Tillträdde       | Avgick           | Politiskt parti    | Vicepresident(er)                                                                        | Premiärminist(rar)                                                                   |
| -- | -------- | -------------------------------------------------- | ---------------- | ---------------- | ------------------ | ---------------------------------------------------------------------------------------- | ------------------------------------------------------------------------------------ |
| 1  |          | Igor Smirnov Игорь Смирнов (f. 1941)               | 3 december 1991  | 30 december 2011 | Obunden Republiken | Alexandru Caraman (1990-2001) Sergej Leontjev (2001-2006) Aleksandr Koroljov (2006-2011) | —                                                                                    |
| 2  |          | Jevgenij Sjevtjuk Евгений Шевчук (f. 1968)         | 30 december 2011 | 16 december 2016 | Obunden            | —                                                                                        | Pjotr Stepanov (2012-2013) Tatjana Turanskaja (2013-2015) Pavel Prokudin (2015-2016) |
| 3  |          | Vadim Krasnoselskij Вадим Красносельский (f. 1970) | 16 december 2016 | Nuvarande        | Obunden            | —                                                                                        | Aleksandr Martynov (2015-)                                                           |